# Cmentarz żydowski w Kościerzynie
Cmentarz żydowski w Kościerzynie – kirkut założony w 1786 w Kościerzynie niedaleko późniejszego skrzyżowania ul Strzeleckiej z ul. Tomasza Rogali.
Po dewastacji w czasie II wojny światowej oraz zabudowie cmentarza w latach 1972-1976 zachowała się tylko aleja prowadząca do kirkutu, niewielki plac z drzewami, oraz budynki „Sopotplastu” z lat 70. W roku 2014 w miejscu cmentarza powstała upamiętniająca tablica.